# Replicas
Replicas är ett musikalbum från 1979 av den brittiska New Wave-gruppen Tubeway Army som leddes av Gary Numan. Albumet nådde 1:a plats på den engelska albumlistan efter att låten Are 'Friends' Electric? hade blivit etta på singellistan. Det var första gången som en synthesizer-baserad musik av en brittisk grupp blev kommersiellt framgångsrik och den banade därmed vägen för hela synthpop-genren.
Dess inflytande har också märkts långt senare och i andra musikaliska genrer när artister som Marilyn Manson och Foo Fighters spelat in covers på Down in the Park och inte minst när den brittiska tjejpopgruppen Sugababes år 2001 baserade sin hitlåt Freak like me på en sampling från Are 'Friends' Electric?.
År 2008 gavs albumet ut på nytt i en utökad redux-utgåva med singel b-sidor och en extra CD med tidigare, alternativa versioner av alla låtar från albumet som bonus.

## Låtlista
1. Me! I Disconnect From You
2. Are 'Friends' Electric?
3. The Machman
4. Praying To The Aliens
5. Down In The Park
6. You Are In My Vision
7. Replicas
8. It Must Have Been Years
9. When The Machines Rock
10. I Nearly Married a Human